# 殖民帝国

1492年至1945年间的现代帝国世界地图

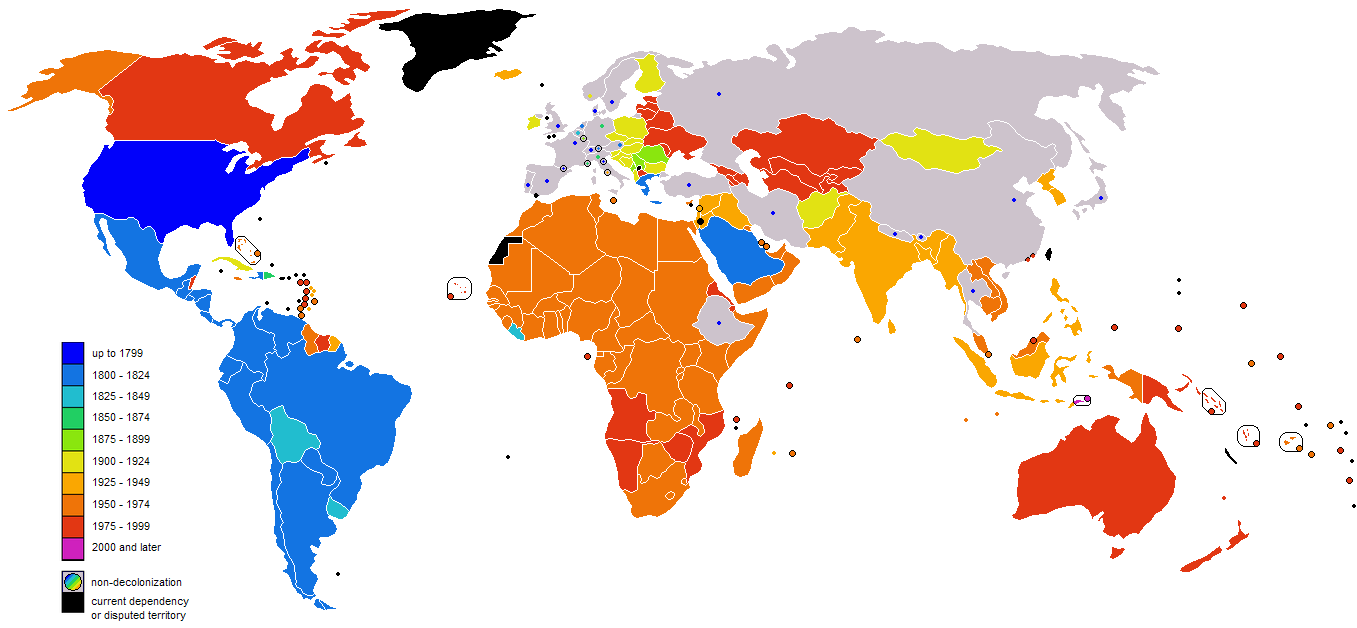
描绘各国从殖民国家获得独立的时间世界地图

殖民帝国是指通过建立或统治殖民地，并灌输某种形式的殖民性和殖民主义来从事殖民活动的国家。殖民帝国既可以向毗邻地区扩张，也可以向海外扩张，还可以通过移民成为殖民地定居者。